# Thyridiphora
Thyridiphora is een geslacht van vlinders van de familie van de grasmotten (Crambidae), uit de onderfamilie van de Glaphyriinae. De wetenschappelijke naam en de beschrijving van dit geslacht werden voor het eerst in 1888 gepubliceerd door William Warren. 

## Soorten
- T. furia (Swinhoe, 1884)
- T. gilva Turner, 1926
- T. grisea Amsel, 1968